# Chris Willis
Christopher "Chris" Willis là một ca sĩ/nhạc sĩ người Mỹ và hơn nữa, anh còn là một nhà sản xuất âm nhạc. Mặc dù ban đầu anh chỉ là một ca sĩ nhạc phúc âm, nhưng sau này anh đã được nhiều người biết đến với việc cộng tác với DJ người Pháp David Guetta và góp giọng trong nhiều ca khúc của DJ này như "Just a Little More Love", "Love Don't Let Me Go (Walking Away), "Love Is Gone", "Tomorrow Can Wait", "Everytime We Touch" (với Steve Angello và Sebastian Ingrosso), "Gettin' Over You",...

## Danh sách đĩa nhạc

### Album phòng thu
- Chris Willis[4] (1996)
- Inside Voice (2011)

### Đĩa đơn
| Năm  | Đĩa đơn                      | Vị trí xếp hạng cao nhất | Vị trí xếp hạng cao nhất | Vị trí xếp hạng cao nhất | Vị trí xếp hạng cao nhất | Vị trí xếp hạng cao nhất | Vị trí xếp hạng cao nhất | Vị trí xếp hạng cao nhất | Vị trí xếp hạng cao nhất | Vị trí xếp hạng cao nhất |
| Năm  | Đĩa đơn                      | Mỹ Dance                 | Úc                       | Bỉ                       | Pháp                     | Ý                        | Thụỵ Sĩ                  | Hà Lan                   | Thụy Điển                | Anh                      |
| ---- | ---------------------------- | ------------------------ | ------------------------ | ------------------------ | ------------------------ | ------------------------ | ------------------------ | ------------------------ | ------------------------ | ------------------------ |
| 2006 | "My Freedom"                 | —                        | —                        | —                        | —                        | —                        | —                        | —                        | —                        | —                        |
| 2010 | "Louder (Put Your Hands Up)" | 1                        | —                        | —                        | —                        | —                        | —                        | 27                       | —                        | —                        |
| 2011 | "Too Much In Love"           | 4                        | —                        | —                        | —                        | —                        | —                        | —                        | —                        | —                        |

### Đĩa đơn hợp tác với David Guetta
| Năm  | Đĩa đơn                                                                     | Vị trí xếp hạng cao nhất | Vị trí xếp hạng cao nhất | Vị trí xếp hạng cao nhất | Vị trí xếp hạng cao nhất | Vị trí xếp hạng cao nhất | Vị trí xếp hạng cao nhất | Vị trí xếp hạng cao nhất | Vị trí xếp hạng cao nhất | Vị trí xếp hạng cao nhất | Vị trí xếp hạng cao nhất | Thuộc album                       |
| Năm  | Đĩa đơn                                                                     | Mỹ                       | Mỹ                       | Anh                      | Pháp                     | Ý                        | Bỉ                       | Thụy Sĩ                  | Hà Lan                   | Úc                       | Thụy Điển                | Thuộc album                       |
| Năm  | Đĩa đơn                                                                     | Hot 100                  | Mỹ Dance                 | Anh                      | Pháp                     | Ý                        | Bỉ                       | Thụy Sĩ                  | Hà Lan                   | Úc                       | Thụy Điển                | Thuộc album                       |
| ---- | --------------------------------------------------------------------------- | ------------------------ | ------------------------ | ------------------------ | ------------------------ | ------------------------ | ------------------------ | ------------------------ | ------------------------ | ------------------------ | ------------------------ | --------------------------------- |
| 2001 | "Just a Little More Love" (với David Guetta)                                | —                        | —                        | 19                       | 29                       | —                        | —                        | 59                       | 38                       | —                        | —                        | Just a Little More Love           |
| 2002 | "Love Don't Let Me Go" (với David Guetta)                                   | —                        | —                        | 46                       | 4                        | —                        | —                        | 13                       | 19                       | —                        | —                        | Just a Little More Love           |
| 2002 | "People Come People Go" (với David Guetta)                                  | —                        | —                        | —                        | 42                       | —                        | —                        | 54                       | —                        | —                        | —                        | Just a Little More Love           |
| 2004 | "Money" (với David Guetta & Mone)                                           | —                        | —                        | —                        | 63                       | —                        | —                        | 52                       | —                        | —                        | —                        | Guetta Blaster                    |
| 2004 | "Stay" (với David Guetta)                                                   | —                        | —                        | —                        | 18                       | —                        | —                        | 82                       | —                        | —                        | —                        | Guetta Blaster                    |
| 2006 | "Love Don't Let Me Go (Walking Away)" (với David Guetta vs The Egg)         | —                        | 3                        | 3                        | 11                       | 9                        | 42                       | 19                       | 43                       | 32                       | 25                       | Fuck Me I'm Famous - Ibiza Mix 06 |
| 2007 | "Love Is Gone" (với David Guetta)                                           | 46                       | 1                        | 9                        | 3                        | 32                       | 9                        | 11                       | 14                       | —                        | 9                        | Pop Life                          |
| 2007 | "Give It All You Got" (với Ultra Naté)                                      | 81                       | 1                        | —                        | —                        | —                        | —                        | —                        | —                        | —                        | —                        | Grime, Silk, & Thunder            |
| 2008 | "Tomorrow Can Wait" (với David Guetta vs. El Tocadisco)                     | —                        | 21                       | —                        | 8                        | —                        | —                        | 44                       | 21                       | —                        | —                        | Pop Life                          |
| 2009 | "Everytime We Touch" (với David Guetta, Steve Angello & Sebastian Ingrosso) | —                        | —                        | 68                       | —                        | —                        | —                        | —                        | 19                       | —                        | —                        | Pop Life                          |
| 2009 | "Gettin' Over" (với David Guetta)                                           | —                        | —                        | 41                       | —                        | —                        | —                        | —                        | —                        | —                        | —                        | One Love                          |
| 2009 | "Sound of Letting Go" (với David Guetta & El Tocadisco)                     | —                        | —                        | —                        | —                        | —                        | —                        | —                        | —                        | —                        | —                        | One Love                          |
| 2010 | "Gettin' Over You" (với David Guetta, Fergie & LMFAO)                       | 31                       | 1                        | 1                        | 1                        | 3                        | 15                       | 14                       | 47                       | 5                        | 28                       | One Love                          |